# Michaela Stará
Michaela Stará (ur. 16 lipca 1990) – czeska koszykarka występująca na pozycjach rozgrywającej oraz rzucającej.
18 sierpnia 2019 została zawodniczką JAS-FBG Zagłębia Sosnowiec.

## Osiągnięcia
Stan na 26 sierpnia 2017, na podstawie, o ile nie zaznaczono inaczej.
Drużynowe
- Finalistka Pucharu Czech (2016)[5]
- 4. miejsce podczas mistrzostw Czech (2016)[5]

Reprezentacja
- Wicemistrzyni Europy U–16 (2006)
- Brązowa medalistka mistrzostw Europy U–18 (2008)
- Uczestniczka:
  - uniwersjady (2013 – 6. miejsce)
  - świata U–19 (2009 – 10. miejsce)
  - mistrzostw Europy U–18 (2007 – 6. miejsce, 2008)